# Pitcairnia oxapampae
Pitcairnia oxapampae är en gräsväxtart som beskrevs av Harry Edward Luther. Pitcairnia oxapampae ingår i släktet Pitcairnia och familjen Bromeliaceae. Inga underarter finns listade i Catalogue of Life.